# PointBase Micro
PointBase Micro é uma plataforma comercial independente de banco de dados relacional em linguagem Java otimizada para uso em Java ME (J2ME CDC e CLDC / MIDP) e J2SE.
Uma das principais características é ter um núcleo ultra-compacto (~ 46K em J2ME MIDP e ~ 100K para J2SE) sendo facilmente integrado, permitindo ao usuário a execução de aplicativos Java em PDAs, Smartphones e telefones celulares. Entre outras características, possui uma coleção de APIs para integração de dados em Oracle, Microsoft SQL Server, PointBase Embedded e outras bases de dados compatível com JDBC e plug-in livre para Eclipse.
Grandes fornecedores como Macromedia e Sun Microsystems empregam o PointBase como parte de seus produtos.